# Nemzeti Bajnokság I 2019-2020
La Nemzeti Bajnokság I 2019-2020 (chiamata ufficialmente OTP Bank Liga per motivi di sponsorizzazione) è stata la 119ª edizione del massimo campionato di calcio ungherese, iniziata il 3 agosto 2019, sospesa il 16 marzo 2020 a causa della pandemia di COVID-19, ripresa il 23 maggio 2020 e terminata il 27 giugno 2020. Il Ferencváros si è riconfermato campione, vincendo il suo trentunesimo titolo con tre giornate di anticipo.

## Stagione

### Novità
Al termine della stagione 2018-2019, sono retrocessi MTK Budapest e Haladás. Dalla Nemzeti Bajnokság II sono stati promossi Zalaegerszeg e Kaposvár.

### Regolamento
Le 12 squadre partecipanti si sfidano in un girone di andata, ritorno e andata per un totale di 33 giornate.
La squadra campione d'Ungheria si qualifica per il primo turno di qualificazione della UEFA Champions League 2020-2021.

Le squadre classificate al secondo e al terzo posto si qualificano per il primo turno di qualificazione della UEFA Europa League 2020-2021.

Le ultime due classificate retrocedono direttamente in Nemzeti Bajnokság II.

## Squadre partecipanti
| Club             | Città          | Stadio                   | Stagione precedente  |
| ---------------- | -------------- | ------------------------ | -------------------- |
| Debrecen         | Debrecen       | Nagyerdei Stadion        | 3º posto in NB I     |
| Diósgyőr         | Miskolc        | DVTK Stadion             | 10º posto in NB I    |
| Ferencváros      | Budapest       | Groupama Arena           | Campione di Ungheria |
| Kaposvár         | Kaposvár       | Rákóczi Stadion          | 2º posto in NB II    |
| Kisvárda         | Kisvárda       | Várkerti Stadion         | 9º posto in NB I     |
| Honvéd           | Budapest       | Nándor Hidegkuti Stadion | 4º posto in NB I     |
| Mezőkövesd-Zsóry | Mezőkövesd     | Városi Stadion           | 6º posto in NB I     |
| MOL Fehérvár     | Székesfehérvár | Sóstói Stadion           | 2º posto in NB I     |
| Paks             | Paks           | Stadion PSE              | 8º posto in NB I     |
| Puskás Akadémia  | Felcsút        | Pancho Arena             | 7º posto in NB I     |
| Újpest           | Budapest       | Ferenc Szusza Stadion    | 5º posto in NB I     |
| Zalaegerszeg     | Zalaegerszeg   | ZTE Arena                | 1º posto in NB II    |

## Classifica finale
|                     | Pos. | Squadra          | Pt | G  | V  | N  | P  | GF | GS | DR  |
| ------------------- | ---- | ---------------- | -- | -- | -- | -- | -- | -- | -- | --- |
| Ungheria (bandiera) | 1.   | Ferencváros      | 76 | 33 | 23 | 7  | 3  | 58 | 24 | +34 |
|                     | 2.   | MOL Fehérvár     | 63 | 33 | 18 | 9  | 6  | 56 | 29 | +27 |
|                     | 3.   | Puskás Akadémia  | 54 | 33 | 14 | 12 | 7  | 52 | 41 | +11 |
|                     | 4.   | Mezőkövesd-Zsóry | 50 | 33 | 14 | 8  | 11 | 42 | 31 | +11 |
| [ 1 ]               | 5.   | Honvéd           | 44 | 33 | 12 | 8  | 13 | 36 | 44 | -8  |
|                     | 6.   | Újpest           | 43 | 33 | 12 | 7  | 14 | 45 | 45 | 0   |
|                     | 7.   | Zalaegerszeg     | 43 | 33 | 11 | 10 | 12 | 51 | 44 | +7  |
|                     | 8.   | Kisvárda         | 42 | 33 | 12 | 6  | 15 | 42 | 43 | -1  |
|                     | 9.   | Diósgyőr         | 41 | 33 | 12 | 5  | 16 | 40 | 52 | -12 |
|                     | 10.  | Paks             | 41 | 33 | 11 | 8  | 14 | 46 | 53 | -7  |
|                     | 11.  | Debrecen         | 39 | 33 | 11 | 6  | 16 | 48 | 57 | -9  |
|                     | 12.  | Kaposvár         | 14 | 33 | 4  | 2  | 27 | 27 | 80 | -53 |

      Campione d'Ungheria e ammessa al Turno di qualificazione UEFA Champions League 2020-2021
      Ammesse al Turno di qualificazione UEFA Europa League 2020-2021
      Retrocesse in Nemzeti Bajnokság II 2020-2021

## Risultati
|                  | Deb     | Dió     | Fer     | Hon     | Kap     | Kis     | Mez     | MOL     | Pak     | Pus     | Újp     | Zal     |
| ---------------- | ------- | ------- | ------- | ------- | ------- | ------- | ------- | ------- | ------- | ------- | ------- | ------- |
| Debrecen         | ––––    | 2-1 4-0 | 1-6     | 1-1     | 0-1 1-1 | 4-1 1-0 | 1-3     | 1-1     | 3-1 1-1 | 1-2 2-2 | 4-0     | 3-2 0-3 |
| Diósgyőr         | 1-2     | ––––    | 0-1     | 2-1     | 2-0     | 3-1 0-2 | 0-3 1-0 | 1-3     | 2-0     | 1-1 1-2 | 1-2 2-1 | 1-0 1-1 |
| Ferencváros      | 2-1 2-0 | 1-0 3-0 | ––––    | 0-0     | 1-0 5-0 | 1-0     | 1-1 1-0 | 1-0     | 4-0     | 2-2     | 1-0     | 3-2     |
| Honvéd           | 2-3 3-1 | 1-0 0-4 | 0-0 0-2 | ––––    | 2-0 4-2 | 1-3 1-5 | 1-2     | 0-1 1-1 | 2-1     | 1-1     | 0-0     | 2-0     |
| Kaposvár         | 4-1     | 2-0 3-0 | 2-3     | 0-1     | ––––    | 0-2 1-2 | 1-2 0-4 | 0-2     | 0-3     | 1-1     | 2-3 0-1 | 0-4 0-6 |
| Kisvárda         | 1-0     | 2-2     | 1-2     | 2-0     | 5-3     | ––––    | 1-2 1-1 | 2-0     | 1-0 2-0 | 0-1 1-1 | 2-0 1-0 | 3-3 0-1 |
| Mezőkövesd-Zsóry | 3-1 0-1 | 0-1     | 3-0     | 1-2     | 2-0     | 1-0     | ––––    | 0-0 2-1 | 0-2     | 1-0 0-0 | 2-2     | 1-0 1-2 |
| MOL Fehérvár     | 2-1 1-0 | 5-1 1-1 | 1-2 1-0 | 0-0     | 4-2 3-0 | 3-0 2-0 | 2-1     | ––––    | 0-2     | 1-3     | 0-2 2-2 | 4-1     |
| Paks             | 4-2     | 1-2 4-2 | 0-4 2-2 | 3-1 0-0 | 2-1 3-0 | 1-1     | 1-0     | 0-2 0-0 | ––––    | 0-2     | 2-4     | 2-0     |
| Puskás Akadémia  | 0-0     | 2-2     | 4-1 1-1 | 1-2 2-1 | 2-0 2-1 | 3-1     | 1-1     | 0-2 1-4 | 4-2 3-1 | ––––    | 1-3     | 0-1     |
| Újpest           | 3-2 3-1 | 0-2     | 0-1     | 2-3 1-0 | 5-0     | 1-0     | 1-2 1-1 | 0-1     | 1-1     | 1-3 2-3 | ––––    | 0-0 2-1 |
| Zalaegerszeg     | 0-2     | 1-3     | 1-2 1-1 | 0-1 2-0 | 2-0     | 1-1     | 1-1     | 3-3 1-1 | 3-1 3-3 | 1-1 2-0 | 2-1     | ––––    |

## Statistiche

### Individuali

#### Classifica marcatori
| Gol |  |  | Giocatore        | Squadra          |
| --- |  |  | ---------------- | ---------------- |
| 13  |  |  | András Radó      | Zalaegerszegi    |
| 11  |  |  | Gergely Bobál    | Zalaegerszegi    |
| 11  |  |  | Norbert Könyves  | Paks             |
| 11  |  |  | Davide Lanzafame | Honvéd           |
| 11  |  |  | David Vaněček    | Puskás Akadémia  |
| 10  |  |  | Franck Boli      | Ferencváros      |
| 10  |  |  | Armin Hodžić     | MOL Fehérvár     |
| 9   |  |  | Tunde Adeniji    | Debrecen         |
| 9   |  |  | Márkó Futács     | MOL Fehérvár     |
| 9   |  |  | Márk Szécsi      | Debrecen         |
| 9   |  |  | Oleksandr Zubkov | Ferencváros      |
| 8   |  |  | Róbert Feczesin  | Újpest           |
| 8   |  |  | Josip Knežević   | Puskás Akadémia  |
| 8   |  |  | Tokmac Nguen     | Ferencváros      |
| 8   |  |  | Budu Zivzivadze  | Mezőkövesd-Zsóry |